# Luke Bryan
Thomas Luther Bryan (Leesburg, Geórgia, 17 de julho de 1976), mais conhecido como Luke Bryan é um cantor e compositor de música country norte-americano.

## 2007-2013: Carreira musical
Bryan iniciou a carreira musical em 2004 após ter se deslocado para Nashville, tendo logo se juntado a uma editora. Seu primeiro trabalho foi co-escrevendo para Travis Tritt a faixa-título do My Honky Tonk History (2004). Ele também co-escreveu  o single "Good Directions" de Billy Currington, que foi número um na Hot Country Songs em 2007. O seu álbum de estreia, I'll Stay Me, foi lançado em 14 de agosto de 2007. O disco atingiu a 24ª posição da Billboard 200 e a segunda da Billboard Country Albums. Mais tarde o trabalho de originais foi certificado de ouro pela Recording Industry Association of America (RIAA). "All My Friends Say", "We Rode in Trucks" e "Country Man" foram lançadas como single tendo alcançado desempenho moderados no Hot Country Songs e no caso da primeira e terceira citada igualmente na Billboard Hot 100.

## Discografia
- I'll Stay Me (2007)
- Doin' My Thing (2009)
- Tailgates & Tanlines (2011)
- Crash My Party (2013)
- Kill the Lights (2015)

## Prêmios e indicações
| Ano  | Associação                       | Categoria                                                                                 | Resultado |
| ---- | -------------------------------- | ----------------------------------------------------------------------------------------- | --------- |
| 2010 | Academy of Country Music Awards  | Top New Solo Vocalist                                                                     | Venceu    |
| 2010 | Academy of Country Music Awards  | Top New Artist                                                                            | Venceu    |
| 2010 | CMT Music Awards                 | Breakthrough Video of the Year – "Do I"                                                   | Venceu    |
| 2010 | Country Music Association Awards | New Artist of the Year                                                                    | Indicado  |
| 2011 | CMT Music Awards                 | Best Web Video of the Year – "It's a Shore Thing"                                         | Indicado  |
| 2011 | CMT Music Awards                 | Nationwide Insurance On Your Side Award                                                   | Indicado  |
| 2011 | Teen Choice Awards               | Choice Music: Country Single — "Country Girl (Shake It for Me)"                           | Indicado  |
| 2011 | Teen Choice Awards               | Choice Music: Country Male Artist                                                         | Indicado  |
| 2011 | American Country Awards          | Male Artist of the Year                                                                   | Indicado  |
| 2011 | American Country Awards          | Single by a Male Artist — "Someone Else Calling You Baby"                                 | Indicado  |
| 2012 | CMT Music Awards                 | Video of the Year: Male — "I Don't Want This Night To End"                                | Venceu    |
| 2012 | Teen Choice Awards               | Choice Music: Country Male Artist                                                         | Indicado  |
| 2012 | CMA Awards                       | Male Vocalist of the Year                                                                 | Indicado  |
| 2012 | CMA Awards                       | Album of the Year                                                                         | Indicado  |
| 2012 | American Music Awards            | Favorite Male Country Artist                                                              | Venceu    |
| 2012 | American Music Awards            | Favorite Country Album                                                                    | Indicado  |
| 2012 | American Country Awards          | Artist of the Year                                                                        | Venceu    |
| 2012 | American Country Awards          | Male Artist of the Year                                                                   | Venceu    |
| 2012 | American Country Awards          | Single of the Year: "I Don't Want This Night to End"                                      | Venceu    |
| 2012 | American Country Awards          | Single by a Male Artist: "I Don't Want This Night to End"                                 | Venceu    |
| 2012 | American Country Awards          | Music Video of the Year: "I Don't Want This Night to End"                                 | Venceu    |
| 2012 | American Country Awards          | Music Video by a Male Artist: "I Don't Want This Night to End"                            | Venceu    |
| 2012 | American Country Awards          | Album of the Year: "Tailgates and Tanlines"                                               | Venceu    |
| 2012 | American Country Awards          | Most Played Radio Track: "I Don't Want This Night to End"                                 | Venceu    |
| 2012 | American Country Awards          | Most Played Radio Track by a Male Artist: "I Don't Want This Night to End"                | Venceu    |
| 2013 | ACM Awards                       | Entertainer of the Year                                                                   | Venceu    |
| 2013 | ACM Awards                       | Male Vocalist of the Year                                                                 | Indicado  |
| 2013 | ACM Awards                       | Album of the Year – "Tailgates and Tanlines"                                              | Indicado  |
| 2013 | ACM Awards                       | Vocal Event of the Year – "The Only Way I Know"(com Jason Aldean & Eric Church)           | Venceu    |
| 2013 | Billboard Music Awards           | Top Country Artist                                                                        | Indicado  |
| 2013 | Billboard Music Awards           | Top Country Album - "Tailgates and Tanlines"                                              | Indicado  |
| 2013 | Billboard Music Awards           | Top Country Song - "Drunk on You"                                                         | Indicado  |
| 2013 | CMT Music Awards                 | Video of the Year - "Kiss Tomorrow Goodbye"                                               | Indicado  |
| 2013 | CMT Music Awards                 | Male Video of the Year - "Kiss Tomorrow Goodbye"                                          | Indicado  |
| 2013 | CMT Music Awards                 | Collaboration Video of the Year - "The Only Way I Know" (with Jason Aldean & Eric Church) | Venceu    |
| 2013 | CMT Music Awards                 | CMT Performance of the Year - "Drunk on You"/"Feel Again" (com Ryan Tedder)               | Indicado  |